# Aiax din Locres

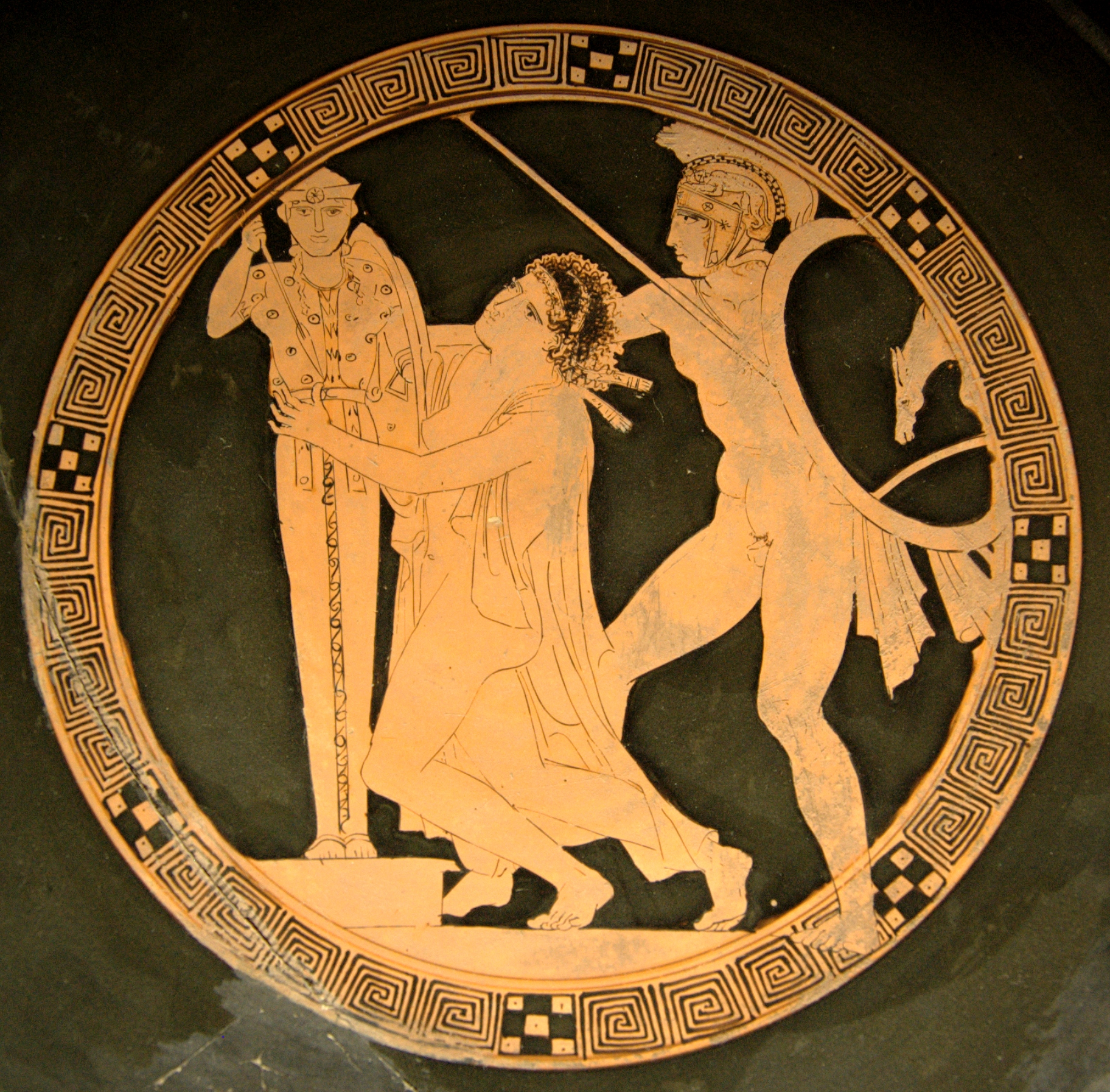
Aiax din Locres răpind-o pe Casandra

În mitologia greacă, Aiax din Locres, fiul lui Oileu, regele din Locres, este numit "Sprintenul Aiax", "Aiax cel mic" sau "Aiax Locrianul" pentru a nu fi confundat cu Marele Aiax, fiul lui Telamon. Aiax este comandantul oștirii locriene în războiul troian. Este un personaj semnificativ în Iliada și este menționat în Odiseea.
Homer îi face un portret favorabil lui Aiax din Locres în ipostaza de luptător. Deși mic de statură, era cel mai iute după Ahile, curajos și vestit pentru aruncarea suliței. Participă la toate luptele descrise în Iliada, la bătăliile pentru apărarea corăbiilor grecești, la jocurile funebre organizate în cinstea lui Ahile și Patrocles. Însă, spre deosebire de Marele Aiax, este lipsit de caracter, certăreț, trufaș și arogant. Cruzimea sa față de dușmani și greșelile sale față de divinități nu fac decât să atragă mânia asupra sa și asupra tuturor aheilor. La întoarcerea spre casă, Aiax cade victimă zeului Poseidon care îi distruge corabia (Odiseea, iv. 499).
O legendă spune că în timpul asaltului de noapte al Troiei, Casandra a căutat adăpost în templul zeiței Atena, însă Aiax a urmărit-o și a încercat să o ducă cu el. Casandra a îmbrățișat statuia zeiței, cerându-i să o protejeze, însă Aiax a tras-o atât de tare de plete încât a dărâmat statuia înfuriind-o pe Atena (Lycophron, 360, Quintus Smyrnaeus xiii. 422). Aiax din Locres a fost ucis de Atena, care i-a împrășiat rămășițele pe munții care-i poartă numele.